# Pfarrkirche St. Martin am Techelsberg

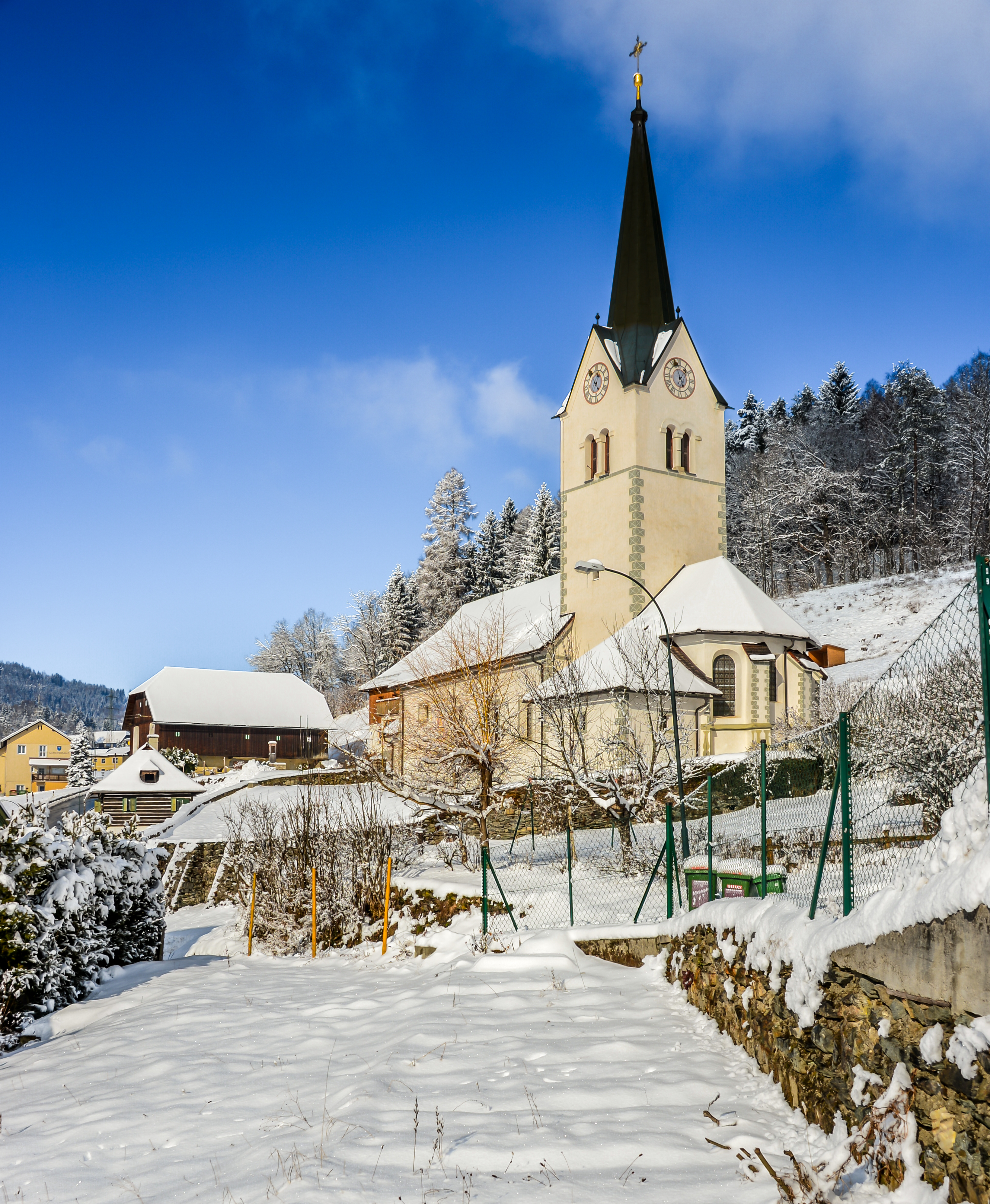
Katholische Pfarrkirche hl. Martin in St. Martin am Techelsberg

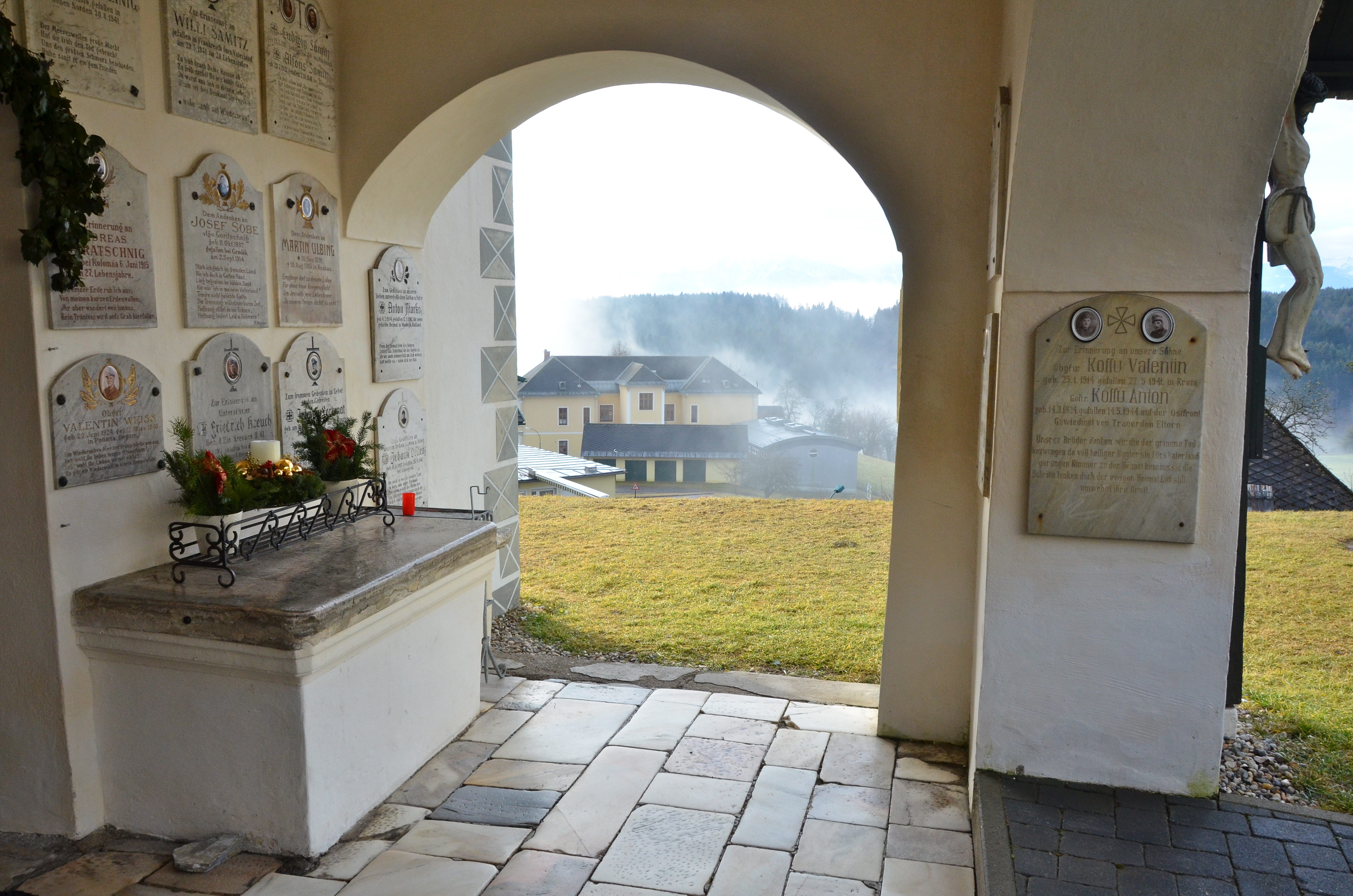
Turmvorhalle

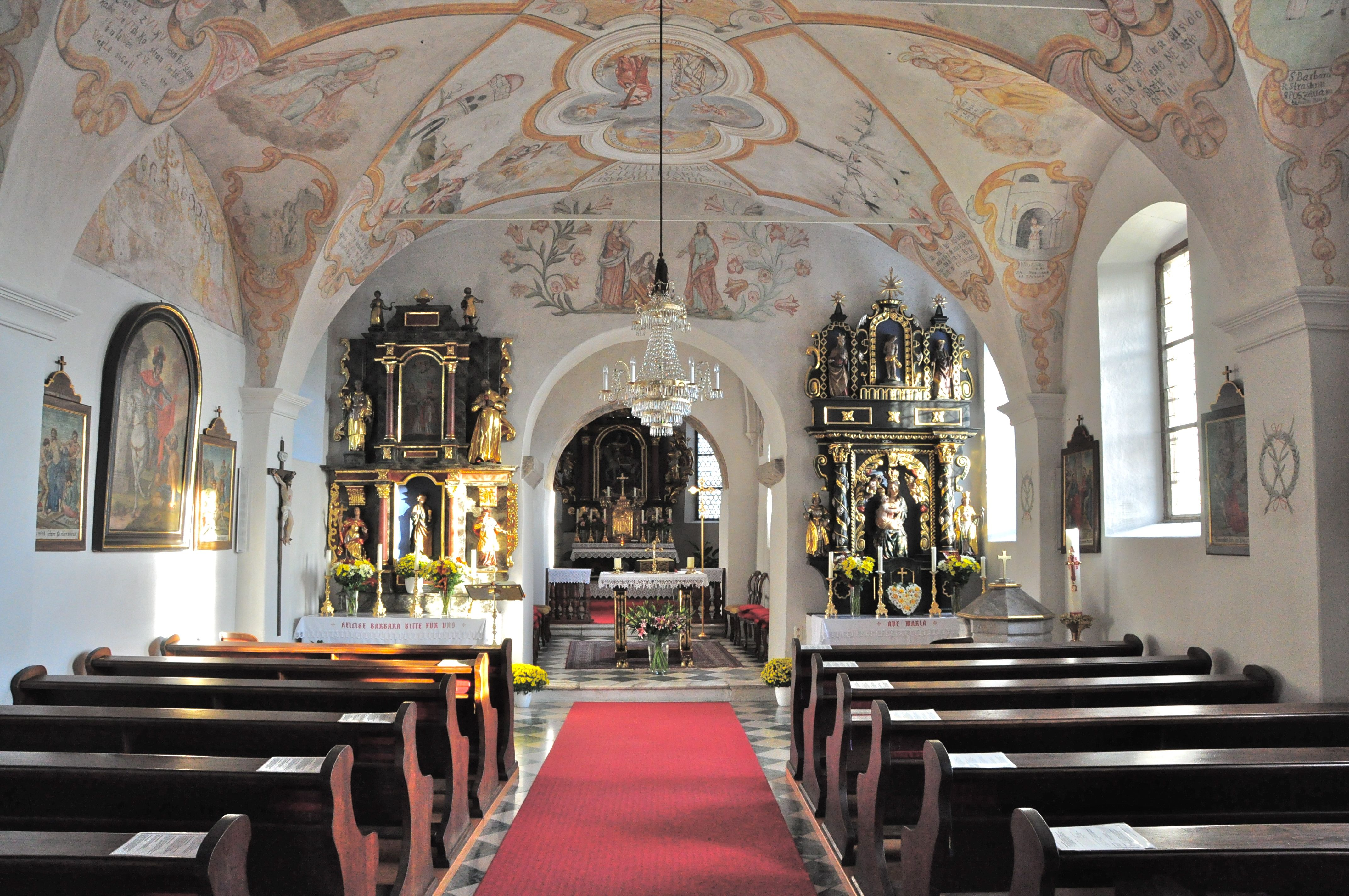
Langhaus, Blick zum Chor

Die römisch-katholische Pfarrkirche St. Martin am Techelsberg steht erhöht an einem Hang am Nordende der Ortschaft St. Martin am Techelsberg in der Gemeinde Techelsberg am Wörther See im Bezirk Klagenfurt-Land in Kärnten. Die dem Patrozinium des Heiligen Martin von Tours unterstellte Pfarrkirche gehört zum Dekanat Klagenfurt-Land/Celovec-dežela in der Diözese Gurk-Klagenfurt. Die Kirche steht unter Denkmalschutz (Listeneintrag).

## Geschichte
Urkundlich wurde 1319 eine Kirche genannt. 1992/1993 war eine Außenrestaurierung, dabei wurde die spätbarocke, mit 1746 bezeichneten Architekturpolychromie wiederhergestellt.
Laut Schematismus der Diözese Gurk aus 1917/18 bzw. laut der Pfarrkarte der Diözese Gurk aus 1924 wird die Pfarre von St. Martin am Techelsberg als „slowenische und deutsche Pfarre“ d. h. als zweisprachige Pfarre geführt (die Filialkirche Tibitsch hingegen lediglich als „slowenisch“), was auch das Chronogramm (unten) sprachhistorisch kontextualisiert.

## Architektur
Die anfänglich romanische Chorturmkirche aus der ersten Hälfte des 13. Jahrhunderts erhielt an den Turm anschließend östlich im 15. Jahrhundert einen gotischen Chor mit Strebepfeilern. Südlich steht ein gotischer Sakristeianbau mit einem Untergeschoß, das als Beinhaus genutzt wurde. An der Nordseite befindet sich ein großer Nischenanbau, ehemals wohl für eine Figurengruppe. Der romanische Turm erhielt 1889 ein Glockengeschoß mit neuromanischen Zwillingsschallfenstern, er trägt einen Spitzhelm. An der Westfront steht eine gemauerte Vorlaube mit segmentbogigen Öffnungen an drei Seiten. Die Laube beinhaltet einen Opfertisch mit einem Opferstall. Das Langhaus hat ein Westportal, an der südlichen Außenwand wurde 1995 ein im 19. Jahrhundert übermaltes Fresko hl. Christophorus freigelegt.
Das Kircheninnere zeigt ein Langhaus unter einer Flachtonne mit Stichkappen auf Pilastern mit der Teilung auf dreieinhalb Joche aus dem 19. Jahrhundert. Die Westempore ist aus Holz. Der Triumphbogen mit Kämpfern hat südlich drei Rosettenknöpfe unterschiedlicher Größe und nördlich zwei florale Ornamente. Das Turmquadrat ist kreuzrippengewölbt mit einem Schlussstein. Ein romanischer Rundbogen führt zum einjochigen Chor mit einem Fünfachtelschluss, der Chor hat eine Kreuzrippengewölbe auf Konsolen. Es gibt eine Sakramentsnische mit drei Konsolen aus dem 15. Jahrhundert. Die südliche Sakristei ist kreuzgratgewölbt.
Die Wandmalereien im Langhaus zeigen in Medaillons Mariä Himmelfahrt und Christi Himmelfahrt von Anton Zoller, sowie die Vier Evangelisten, die hl. Cäcilia und König David, über dem Triumphbogen Gang der Heiligen Familie über das Gebirge (Heiliger Wandel) aus der zweiten Hälfte des 19. Jahrhunderts im Stil ähnlich den Malereien der Bildstöcke in Hadanig. 1980/1981 wurden Fresken mit slowenischen Inschriften freigelegt. 1992/1993 wurden Reste einer romanischen Wandmalerei freigelegt.

## Einrichtung
Der Hochaltar ist aus dem ersten Viertel des 18. Jahrhunderts, er wurde im 19. Jahrhundert ergänzt. Thema des geschnitzten Altarbildes ist die Mantelspende des hl. Martin. Der Tabernakel entstand in der Mitte des 18. Jahrhunderts.
Der linke Seitenaltar zeigt den hl. Dionysius und entstand 1700/1701. Der rechte Seitenaltar mit der Hl. Katharina von Alexandrien entstand 1685. Die spätgotischen Figuren Thronende Madonna aus der ersten Hälfte des 15. Jahrhunderts und die Heiligen Johannes Evangelist, Leonhard und Ottilie aus dem Anfang des 16. Jahrhunderts stammen aus einer Villacher Werkstatt. Der Taufstein ist spätgotisch.

## Chronogramme vom Freskenzyklus der hl. Barbara

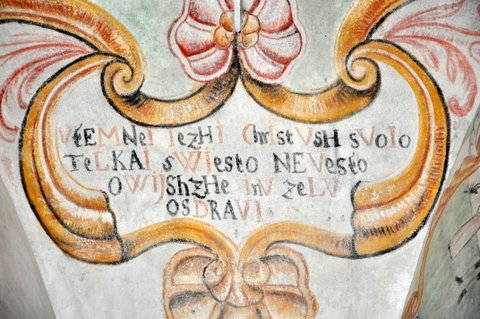
Slowenisches Chronogramm aus 1768 in der Pfarrkirche von St. Martin am Techelsberg

Im Rahmen des Freskenzyklus der hl. Barbara in St. Martin am Techelsberg/Šmartin na Teholici befinden sich nach Theodor Domej mehrere Chronogramme, darunter eines, das nach Theodor Domej die Jahreszahl 1768 ergibt. Es lautet:
„VtEMNeI IezHI ChrIstVsH sVoIo // TeLKAI sWIesto NEVest’o // OWIJShzHe InV zeLV // OSDRAVI“
(= ‘‘V temnej jezhi Christus svojo telkai svviesto nevest’o ovvijshzhe inu zelu osdravi‘‘) [Übersetzung: Im dunklen Gefängnis besucht Christus seine so (sehr) treue Braut und heilt sie ganz]
Die kulturgeschichtliche Bedeutung dieses und zweier weiterer Chronogramme in slowenischer Sprache in Kärnten aus dem 18. Jahrhundert liegt darin, dass Chronogramme an sich Ausdruck einer höfischen Sprachkultur sind und nach Graf (Werland folgend) ein »Kind der Renaissance, groß geworden in der Barockzeit« sind. In Kärnten sind slowenische Chronogramme aus dem 18. Jahrhundert in drei Kirchenbauten erhalten, zwei nördlich des Wörthersees und eines im Gailtal. Ein weiteres Chronogramm ist aus dem 19. Jahrhundert und befindet sich in St. Ulrich/Šenturh bei Maria Rain auf der Sattnitz.
Die slowenischen bzw. slowenischsprachigen Chronogramme in Kärnten sind angesichts des sprachhistorischen Kontextes umso bemerkenswerter, als in der slowenischen regionalen Literatur- und Schriftsprache Mitte des 18. Jahrhunderts in der bedeutenden literarischen und von Autodidakten bzw. Volksdichtern getragenen Strömung Strömung des „bukovništvo“ noch Übersetzungen dominierten und erst gegen Ende des 18. Jahrhunderts die Strömung einen Höhepunkt im klassischen „bukovništvo“ mit Neukreationen erlebte (etwa mit Miha Andreaš (1762–1821), Andrej Šuster Drabosnjak (1768–1825), France Leder – Lisičjak (1833–1908)).
Zudem zählen die Chronogramme vom Freskenzyklus zur hl. Barbara in St. Martin am Techelsberg sowie die beiden Chronogramme von Tibitsch und Feitstritz an der Gail (Filialkirche hl. Magdalena) zu den ältesten slowenischen Inschriften im öffentlichen Raum in Kärnten.

## Grabdenkmäler
- Außen neben dem Westportal sind römische Grabinschriften vermauert.